# Chescandinavia
Penya Chescandinavia är en officiell supporterförening till den spanska fotbollsklubben Valencia CF, den enda officiella som existerar i Norden. Föreningen grundades den 29 augusti 2007 i Borås inför Valencias UEFA Champions League-match mot IF Elfsborg. Det konstituerande mötet bevittnades av dåvarande klubbledning med president Juan Soler i spetsen, inför en mängd journalister från både spanska och svenska medier.  
Chescandinavia är en ideell och opolitisk förening som byggts upp från en internetcommunity. Den tog fart när SvenskaFans.com år 2003 öppnade en sida med forum och bevakning om Valencia CF. Antalet medlemmar uppgick 2007 till cirka 40 personer, från Umeå i norr till Malmö i söder, vilket gör föreningen till en av Valencias största supporterföreningar i utlandet. För att få status som officiell supporterförening till Valencia CF ställs det till skillnad mot andra lag i spanska La Liga krav på att föreningen måste vara registrerad samt betala in en årlig avgift, vilket gör att man har färre men mer välorganiserade supporterklubbar. Moderföreningen för alla officiella supporterföreningar är APV: Agrupacío de Penyes Valencianistes, som har sitt huvudkontor i Valencia CF:s arena Mestalla. Denna organisation har stort inflytande över klubben.
Föreningen Chescandinavias huvudsakliga syfte är att fördjupa intresset för Valencia CF:s fotbollsverksamhet samt kulturen i Valencia.
Ordet penya kommer från valencianskan (spanska: peña), en vanlig benämning för alla typer av sociala klubbar eller gemenskaper. Chescandinavia är som namnet antyder en ordlek som kombinerar smeknamnet för klubblaget, tillika det typiskt valencianska uttrycket ¡Ché! samt Escandinavia för Skandinavien - vilket reflekterar föreningens skandinaviska medlemsbas som främst finns i Norge och Sverige.